# Breithorn (Lötschental)
Breithorn – szczyt w Alpach Berneńskich, części Alp Zachodnich. Leży w Szwajcarii w kantonie Valais. Należy do głównego łańcucha Alp Berneńskich. Można go zdobyć ze schroniska Baltschiederklause (2783 m) lub Hollandiahütte (3240 m).